# Achatia funebris
Achatia funebris là một loài bướm đêm trong họ Noctuidae.